# Alypia dipsaci
Alypia dipsaci är en fjärilsart som beskrevs av Augustus Radcliffe Grote och Robinson 1868. Alypia dipsaci ingår i släktet Alypia och familjen nattflyn. Inga underarter finns listade i Catalogue of Life.